# 克勒茨瓦尔德
克勒茨瓦尔德（法語：Creutzwald，法語發音：[kʁøtsvald]），法国东北部城市，大东部大区摩泽尔省的一个市镇，隶属于福尔巴克-布莱摩泽尔区，其市镇面积为26.72平方公里，2022年1月1日时人口数量为12,389人，在法国城市中排名第750位。
克勒茨瓦尔德位于摩泽尔省北部，北侧和东侧与德国接壤，是一个区域性的工业中心市镇。

## 地名来源
“克勒茨瓦尔德”一名最初于1680年以“Critzvald”的形式被记载，该名称来源于德语或洛林法兰克语，意为“森林里的十字架”。在1961年以前，该地的全名为“克勒茨瓦尔德-拉克鲁瓦”（Creutzwald-la-Croix）。

## 历史

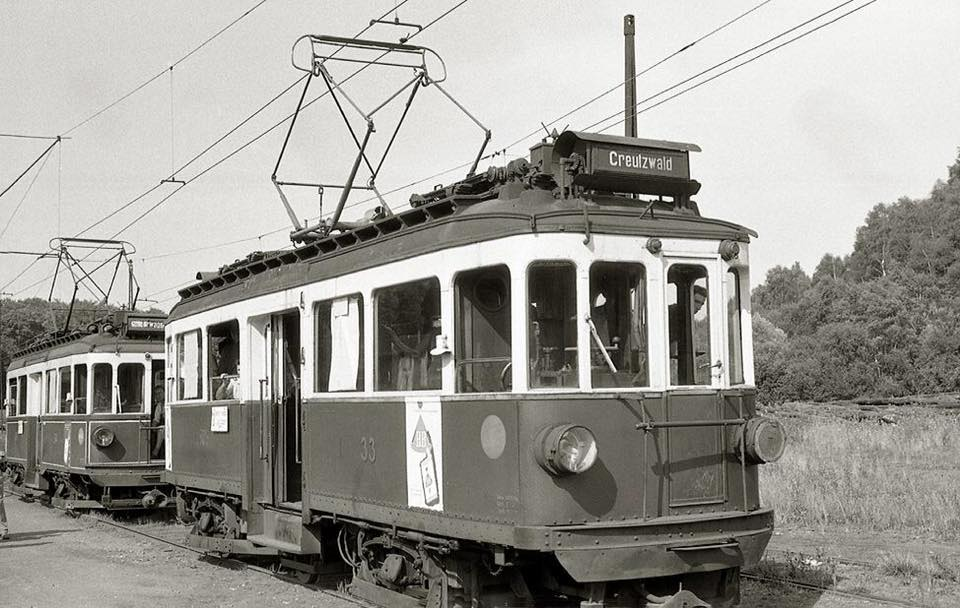
20世纪初克勒茨瓦尔德街头的有轨电车

克勒茨瓦尔德最初始建于公元17世纪初，彼时该区域属于洛林公国，布宗维尔圣十字修道院的道士将克勒茨瓦尔德、维利耶拉克鲁瓦（Villers La Croix）、威廉姆斯布龙（Wilhelmsbronn）和拉乌沃（La Houve）四个村庄合并设为一个堂区。1766年斯坦尼斯瓦夫一世逝世后，克勒茨瓦尔德及其所在的整个洛林公国被法兰西王国继承。法国大革命后，克勒茨瓦尔德成为摩泽尔省的一个市镇。1809年，克勒茨瓦尔德威廉姆斯布龙和克勒茨瓦尔德拉乌沃整体并入克勒茨瓦尔德（拉克鲁瓦）的市镇范围。1871至1919年间，克勒茨瓦尔德被普鲁士军队占领，其间，当地建成了大规模的钢铁工厂，人口数量快速增加，当地还出现了有轨电车系统。第二次世界大战期间，克勒茨瓦尔德被纳粹德军攻占。二十世纪中后期，克勒茨瓦尔德所处的洛林地区工业出现衰退，引发了人口流失及失业率上升等社会危机。

## 地理

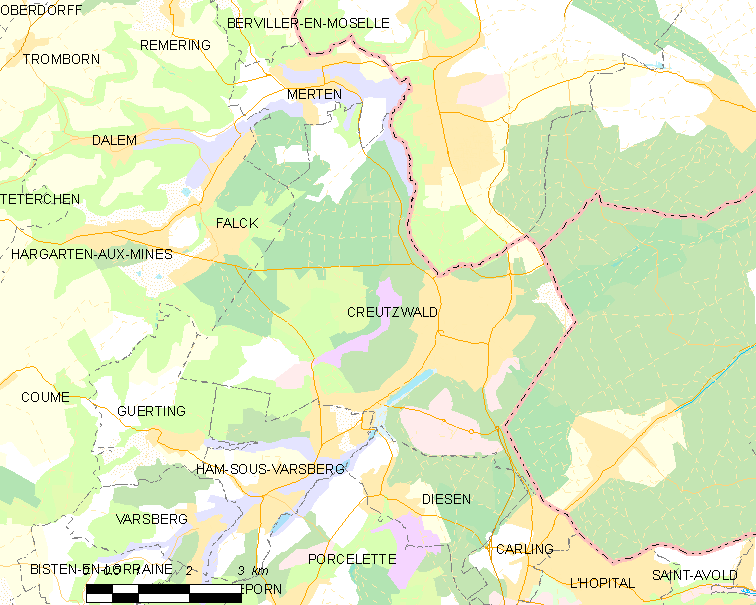
克勒茨瓦尔德市镇范围地图

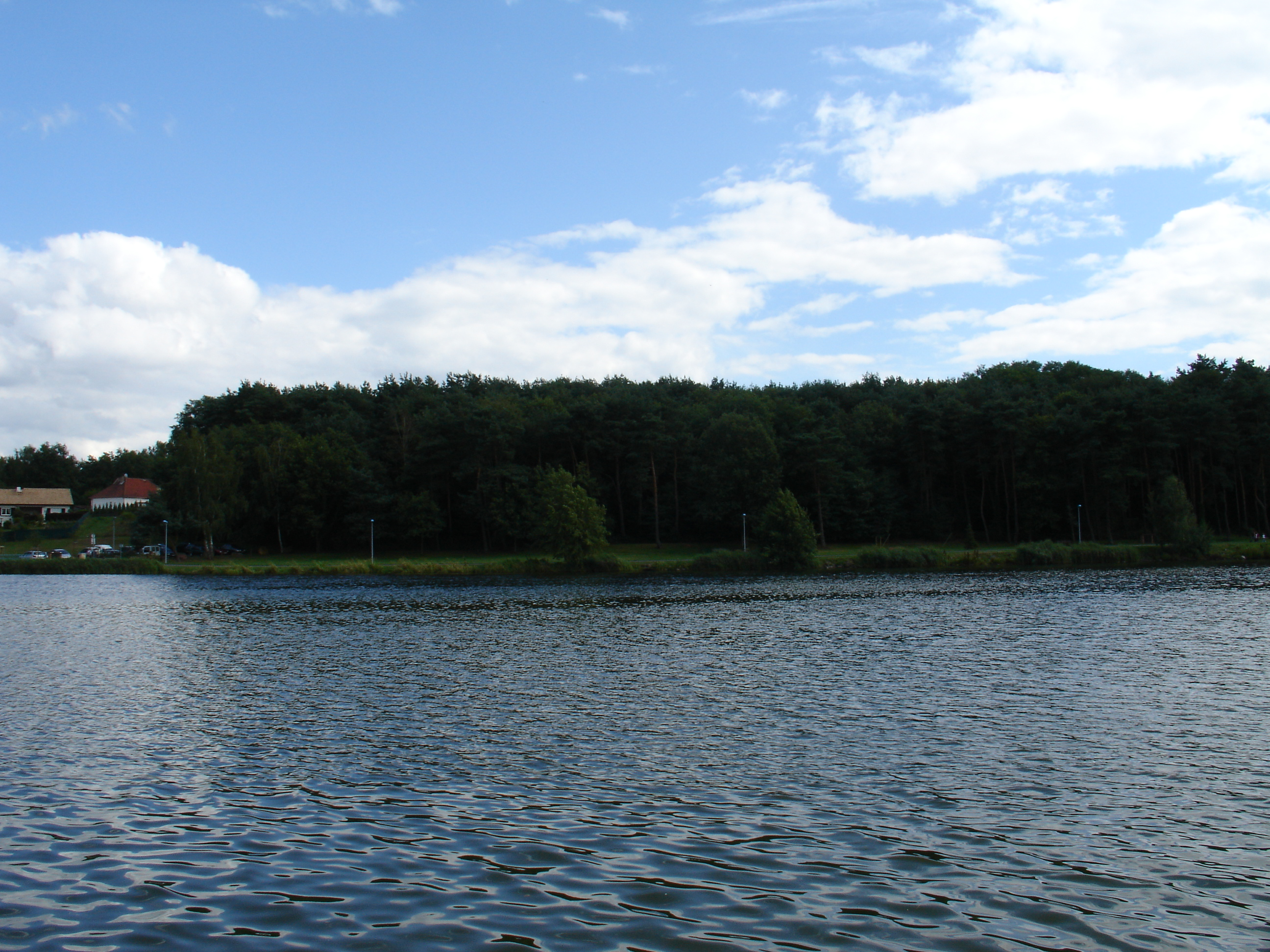
克勒茨瓦尔德湖

克勒茨瓦尔德位于法国东北部，大东部大区东北部和摩泽尔省北部，距离省会梅斯大约50公里。与克勒茨瓦尔德接壤的市镇包括：卡兰、法尔克、盖尔坦、阿姆苏瓦尔斯贝格、梅尔滕、迪森。

### 地形
克勒茨瓦尔德位于洛林高原北部腹地，瓦恩特自然保护区内，境内以浅丘和丘陵为主，市镇中心位于一处地势较为平坦的河谷之中，四周略有起伏，全境海拔在198到334米之间。

### 水文
比斯滕河自南向北流经克勒茨瓦尔德市区，其境内建有人工水坝。属于莱茵河水系。

### 植被
克勒茨瓦尔德属于温带阔叶混交林区，林地广泛分布于河流及湖泊附近以及市区四周。
在鲜花城市的评比中，克勒茨瓦尔德被评为3星级鲜花城市。

### 气候
克勒茨瓦尔德在柯本气候分类法中属于温带海洋性气候，因其距离海岸线相对较远，故又有一定的大陆性特征。

## 行政区划
克勒茨瓦尔德是法国大东部大区摩泽尔省的一个市镇，编号为57160。克勒茨瓦尔德隶属于福尔巴克-布莱摩泽尔区、摩泽尔省第七选区以及布莱摩泽尔县，同时也是瓦恩特市镇公共社区的办公驻地。
法国国家统计与经济研究所（简称）在进行数据统计时，将克勒茨瓦尔德及相邻的另外2个市镇设为克勒茨瓦尔德城市核心区及克勒茨瓦尔德城市区。自2020年起，克勒茨瓦尔德城市区被包含8个市镇的克勒茨瓦尔德城市辐射区代替。此外，还将克勒茨瓦尔德市镇分为了8个“块区”（IRIS），以便于统计人口分布情况。

## 交通

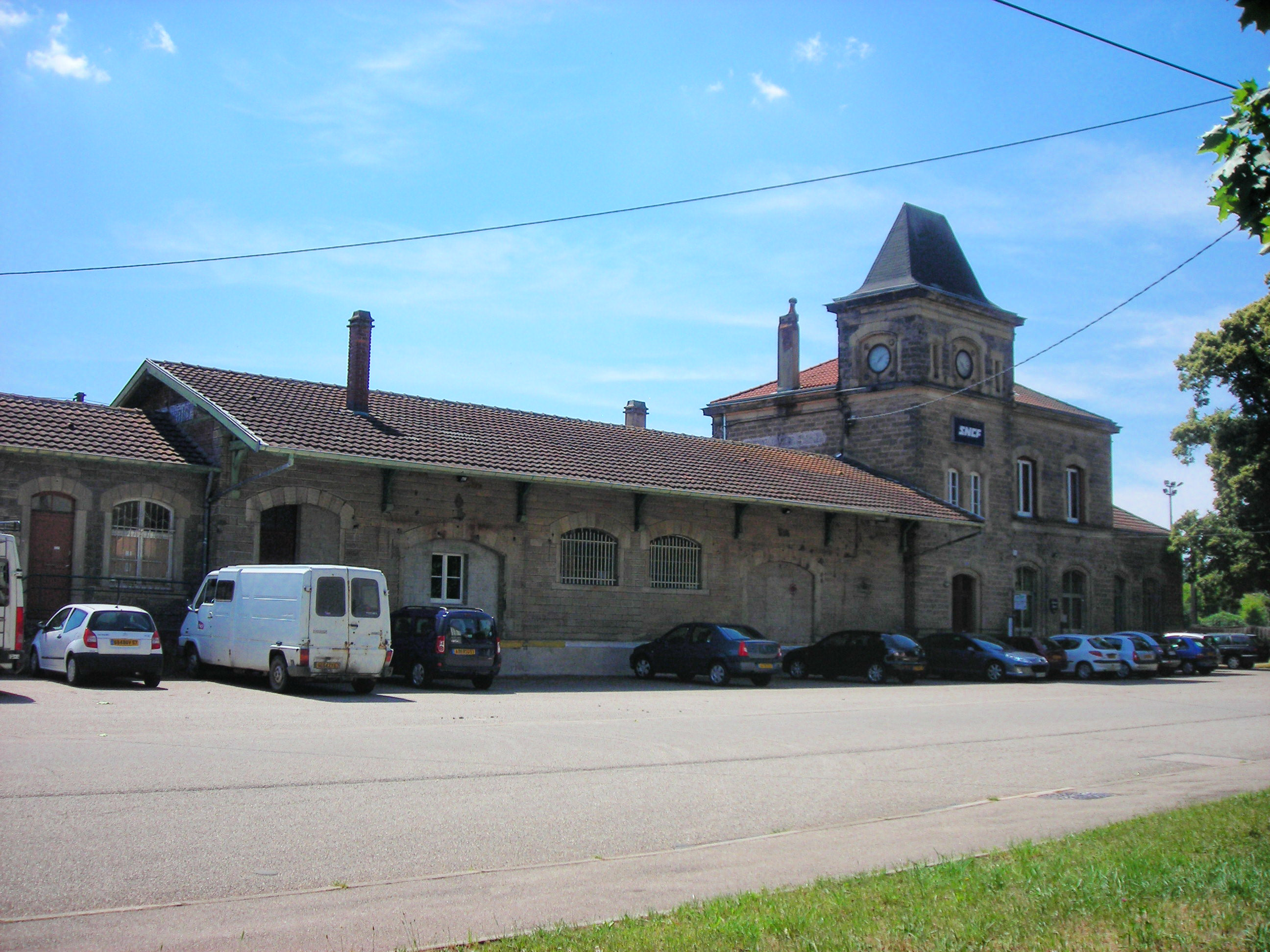
克勒茨瓦尔德火车站

### 公路
多条摩泽尔省省道在克勒茨瓦尔德境内交汇，大东部大区下属的城际客运提供巴士线路，可前往圣阿沃尔德及福尔巴克。
2018年，78.1%的克勒茨瓦尔德家庭拥有至少一辆私人汽车。2019年，克勒茨瓦尔德境内共发生各类交通事故3起，造成1人遇难，4人受伤。

### 铁路
克勒茨瓦尔德位于阿格诺－阿加滕-法尔克铁路上，该铁路自1971年起改为货运铁路，原有的克勒茨瓦尔德站亦改为货运车站。距离克勒茨瓦尔德最近的运营中的客运铁路车站为20公里外的贝南站，该站停靠往返于梅斯和福尔巴克一线的区域列车。

### 航空
距离克勒茨瓦尔德最近的民用航空站为梅斯-南锡机场，距离克勒茨瓦尔德市中心的公路里程约55公里。

### 城市公共交通
截至2021年12月，克勒茨瓦尔德暂无城市公共交通系统。

## 政治

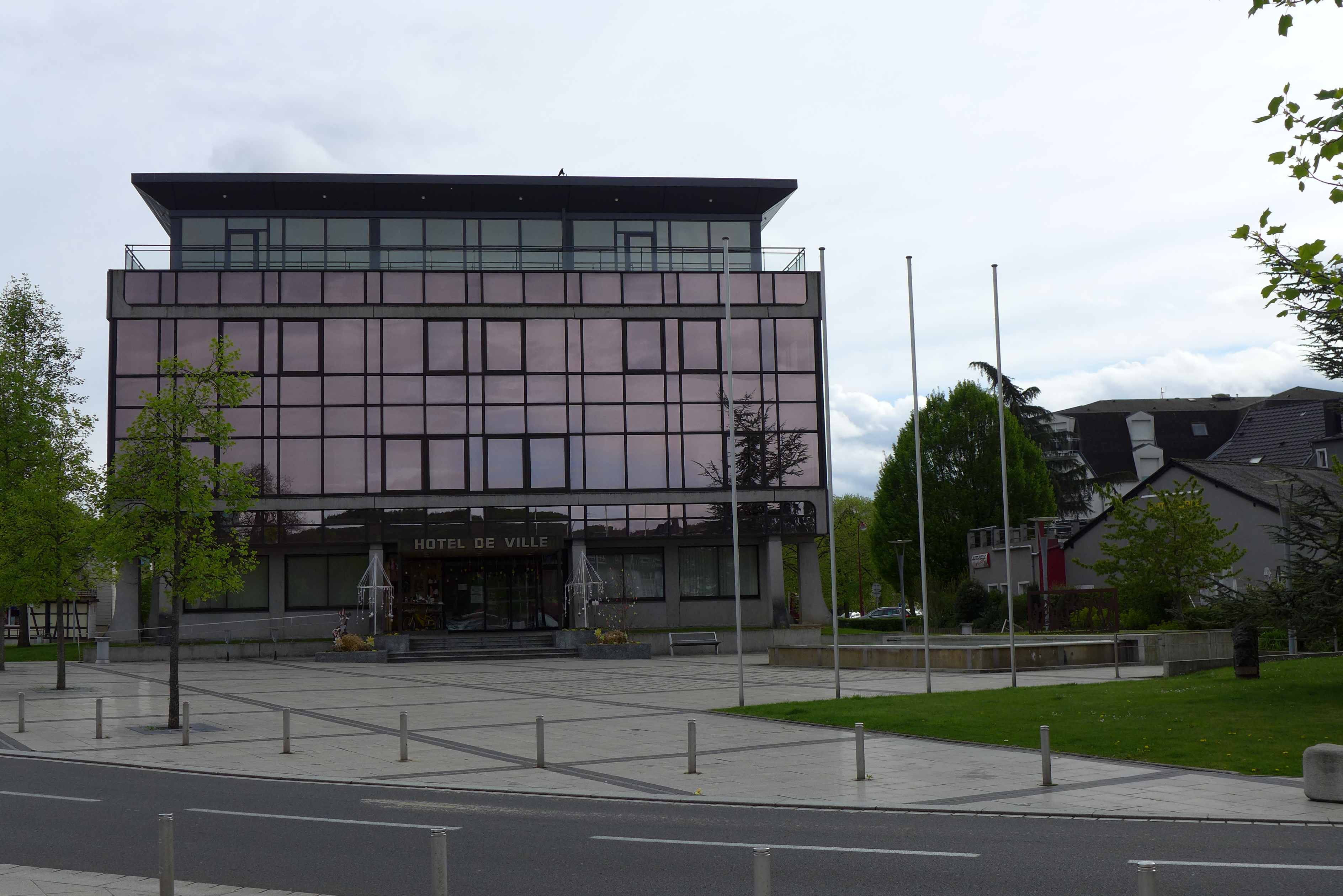
克勒茨瓦尔德市政厅

克勒茨瓦尔德的现任市长为让-吕克·沃兹尼亚克先生（Jean-Luc Wozniak），他是右翼无党派人士的一名成员，在2020年的市政选举中获得了64.91%的支持率。
在2017年的法国总统大选中，法国第25任总统埃马纽埃尔·马克龙在克勒茨瓦尔德获得了52.78%的支持率。

## 人口
2018年，克勒茨瓦尔德市镇人口数量为13,070，在法国排名第750位。其中男性6,365人，女性6,705人，75岁及以上人口占9.2%，外籍人口数量为2,672人，人口密度为489人/平方公里，当地居民被称为（男性）或（女性）。2019年，克勒茨瓦尔德境内出生136人，死亡人口171人。
| 年份   | 1936  | 1946  | 1954   | 1962   | 1968   | 1975   | 1982   | 1990   | 1999   | 2006   | 2011   | 2016   | 2018   |
| ------ | ----- | ----- | ------ | ------ | ------ | ------ | ------ | ------ | ------ | ------ | ------ | ------ | ------ |
| 人口數 | 7,839 | 7,221 | 10,183 | 13,649 | 14,471 | 15,540 | 15,060 | 15,169 | 14,360 | 13,655 | 13,540 | 13,189 | 13,070 |

## 经济
截止2021年11月，克勒茨瓦尔德共有各类用人单位（包含自雇）1,367家，平均历史为16年，其中97.83%为中小型企业（PME）。（食品销售）、（汽车配件生产）及（金属配件生产）是当地2020年营业额最高的三个企业，分别为87,624,645欧元、73,585,629欧元和22,867,579欧元。

## 财政与居民收入
2019年，克勒茨瓦尔德的财政收入总额为10,589,200欧元，财政支出总额为9,832,690欧元，当年的债务总额为3,176,780欧元。2021年，克勒茨瓦尔德共获得4,305,377欧元的国家财政补助，比上一年增加了0.68%。
2019年，克勒茨瓦尔德的人均月收入总额为2,008欧元，其中高级职员为3,716欧元，低于法国平均水平（4,230欧元）；中级职员为2,331欧元，低于法国平均水平（2,411欧元）；普通职员为1,611欧元，亦低于法国平均水平（1,740欧元）。
2018年，克勒茨瓦尔德境内的青壮年（15至64岁）失业率为18.6%，当地42.1%的家庭拥有纳税资格，平均纳税2,150欧元，低于法国平均水平（3,910欧元）。

## 社会事务

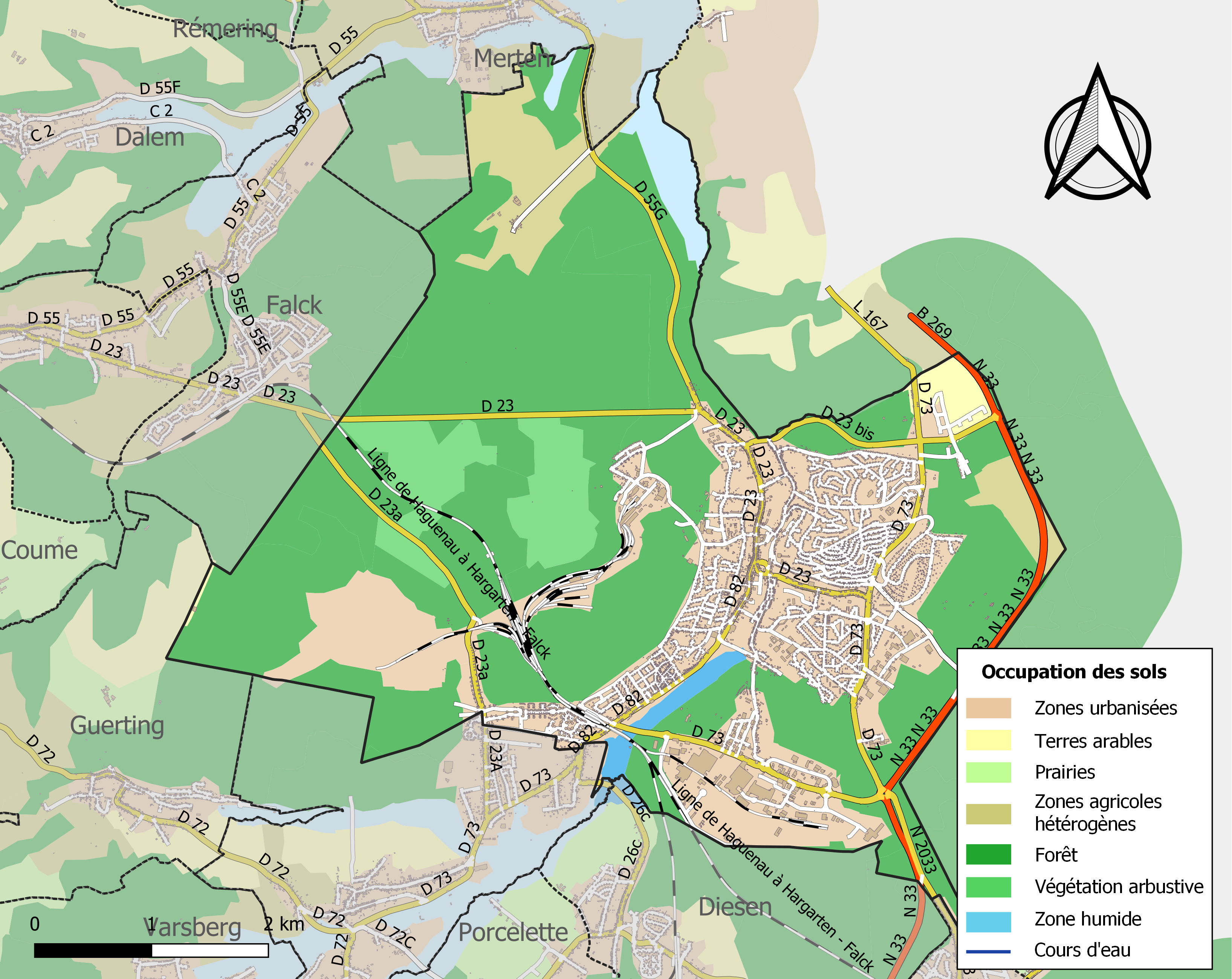
克勒茨瓦尔德土地利用情况地图

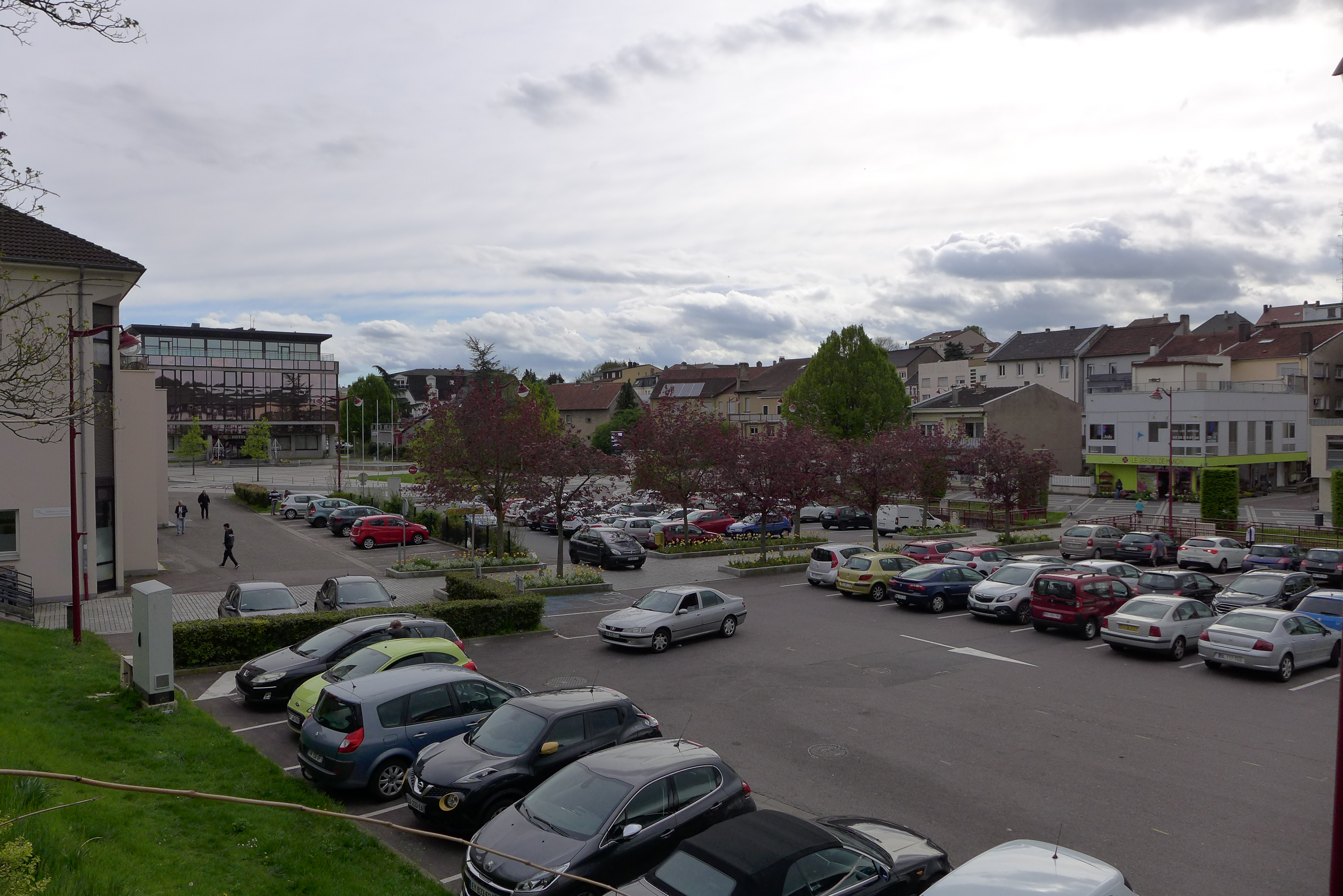
克勒茨瓦尔德镇中心的广场

### 教育
克勒茨瓦尔德属于南锡-梅斯学区。截止2020年1月1日，克勒茨瓦尔德境内共有6所小学、1所初级中学和1所普通高中。2018至2019学年度，克勒茨瓦尔德境内共有在校中等教育阶段学生1,440名。

### 医疗
截止2020年1月1日，克勒茨瓦尔德境内共有全科医生9名、保健师12名、牙医6名、护士26名、眼科医生2名、助产士3名和妇科医生2名。境内共有药房4家、养老院3家、残疾人帮扶中心1家。
克勒茨瓦尔德最近的区域性医疗机构为“福尔巴克-圣阿沃尔德市际中心医院”（Centre Hospitalier Inter Communal des Hôpitaux de Forbach et Saint-Avold）的圣阿沃尔德病区，该院设有床位94个，是当地规模最大的公立综合性医院，距离克勒茨瓦尔德的正常车程约15分钟。

### 住房
2018年，克勒茨瓦尔德境内共有各类住房6,593套，其中51.9%为独立式居民区，47.8%为集中式居民区。常住房屋占克勒茨瓦尔德市镇范围内居民建筑总量的90.5%。
在住房保障政策方面，2020年，克勒茨瓦尔德境内共有1,528户家庭获得了住房经济补助，受益人数占总人口数量的11.7%，其中1,431份为房租补助。

### 商业
2019年，克勒茨瓦尔德境内共有各类实体商铺351家，其中餐厅42家、大型超市8家、杂货店6家、面包房22家、肉铺2家、书店2家、装饰品店5家、银行门店7家、美容美发店32家、汽车维修店23家。市区南部建有E.Leclerc和利多超市。

### 体育
2020年，克勒茨瓦尔德境内共有1家游泳池、5间体育馆、7处网球场、8处足球或橄榄球场以及1处篮球或排球场。
截至2021年12月，克勒茨瓦尔德境内共有两支注册足球俱乐部，其中克勒茨瓦尔德联合体育俱乐部（Sport Reunis Creutzwald 03）是当地的代表性足球队，2021至2022赛季参加大东部大区足球联赛。

### 环境
克勒茨瓦尔德的环境事务由其所属的公共社区负责。2019年，克勒茨瓦尔德境内共有2家污染企业。

### 治安
2019年，克勒茨瓦尔德市镇范围内共有1处派出所和1处宪兵队。
克勒茨瓦尔德所在地是布莱摩泽尔宪兵总队的管辖范围。2020年，该宪兵总队辖区内共99个市镇累计发生各类案件2,016起，其中盗窃类案件950起，经济类案件238起，毒品交易类案件93起。

## 文化
2020年，克勒茨瓦尔德境内暂无任何文化设施。克勒茨瓦尔德市政府提供多媒体中心，向公众全年开放。

### 建筑
克勒茨瓦尔德境内有多处历史建筑，其中圣十字教堂（Église Sainte-Croix de Creutzwald）是当地的地标性建筑物。

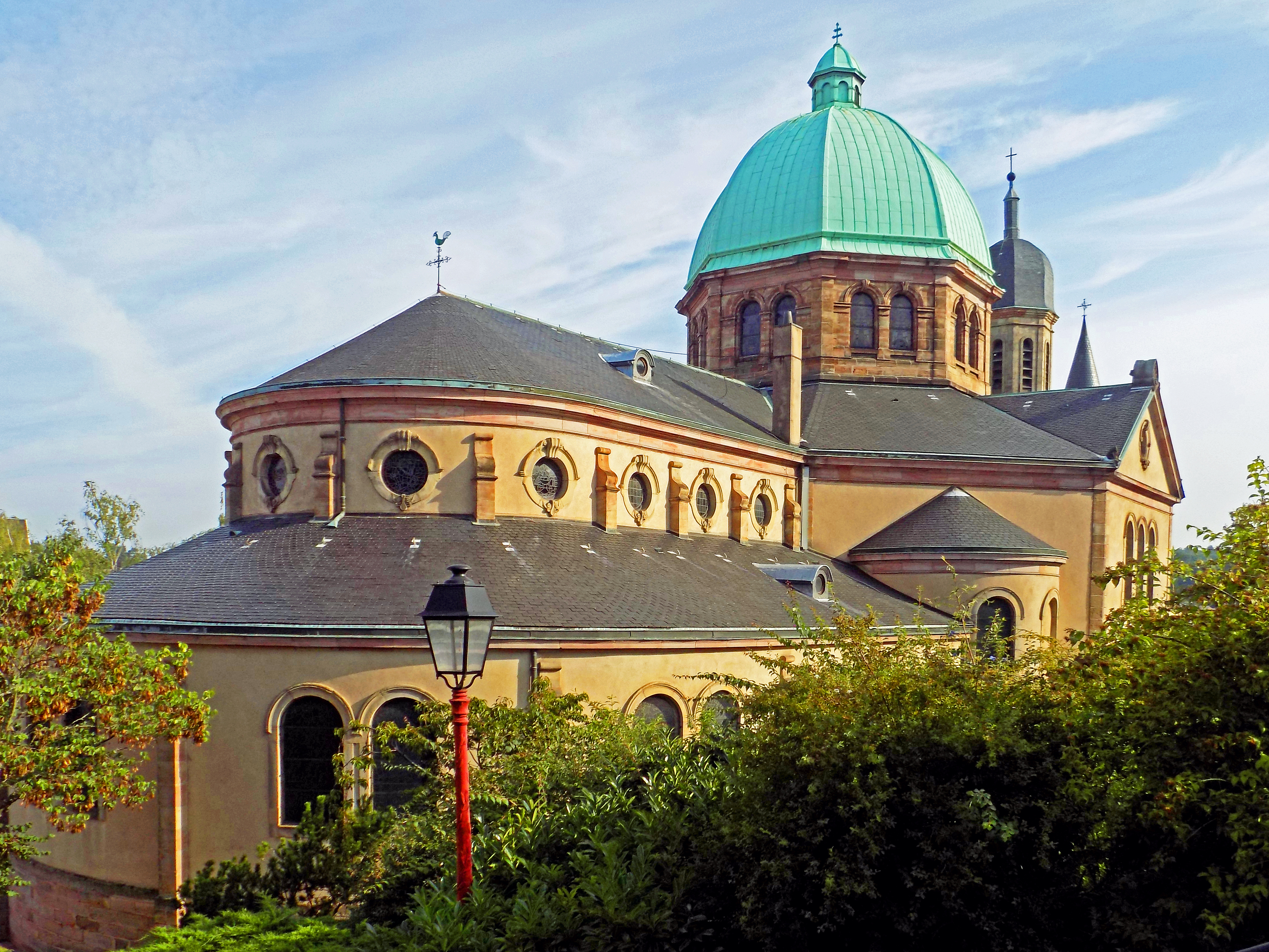
圣十字教堂
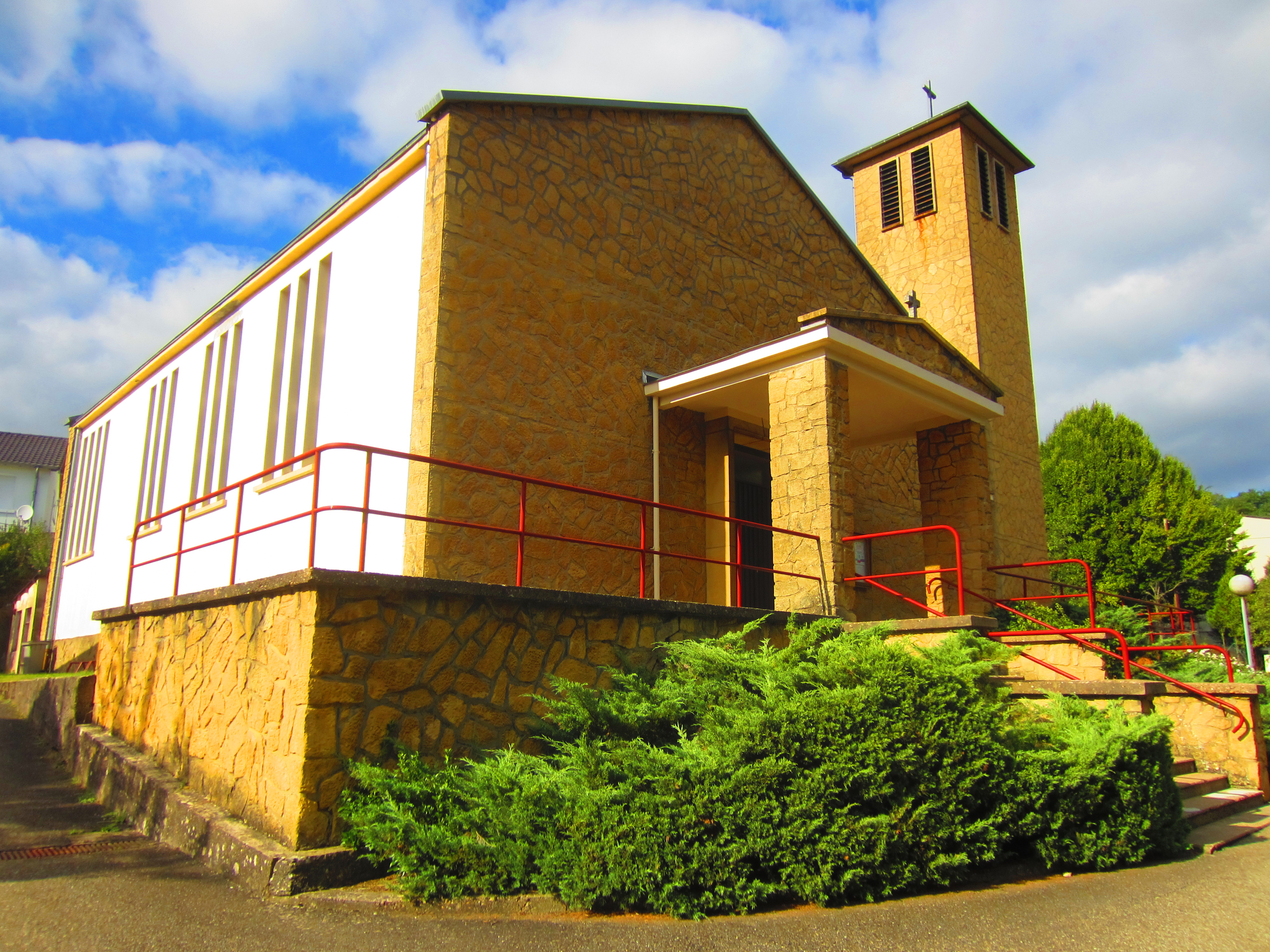
新教教堂
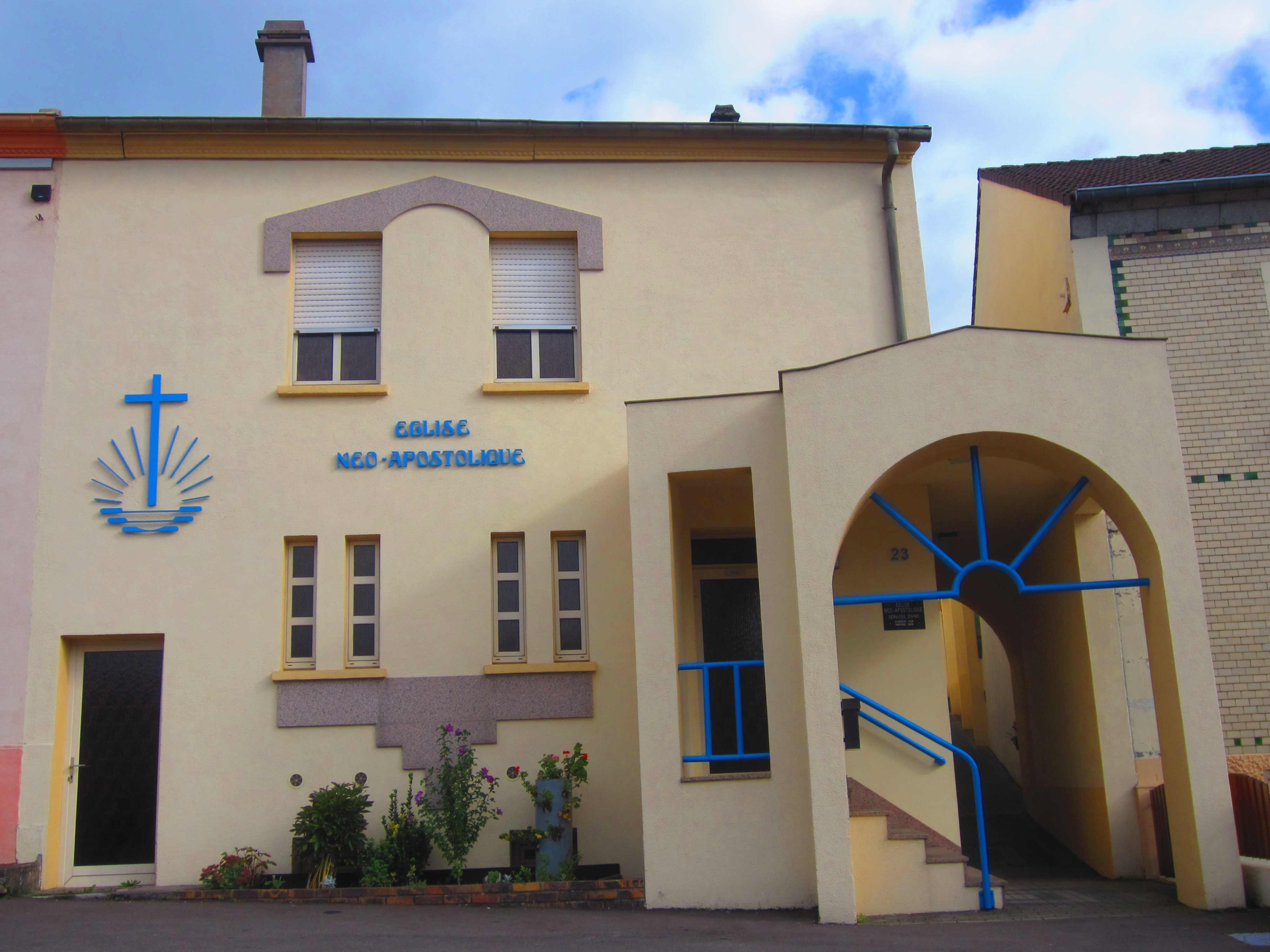
新先知教堂
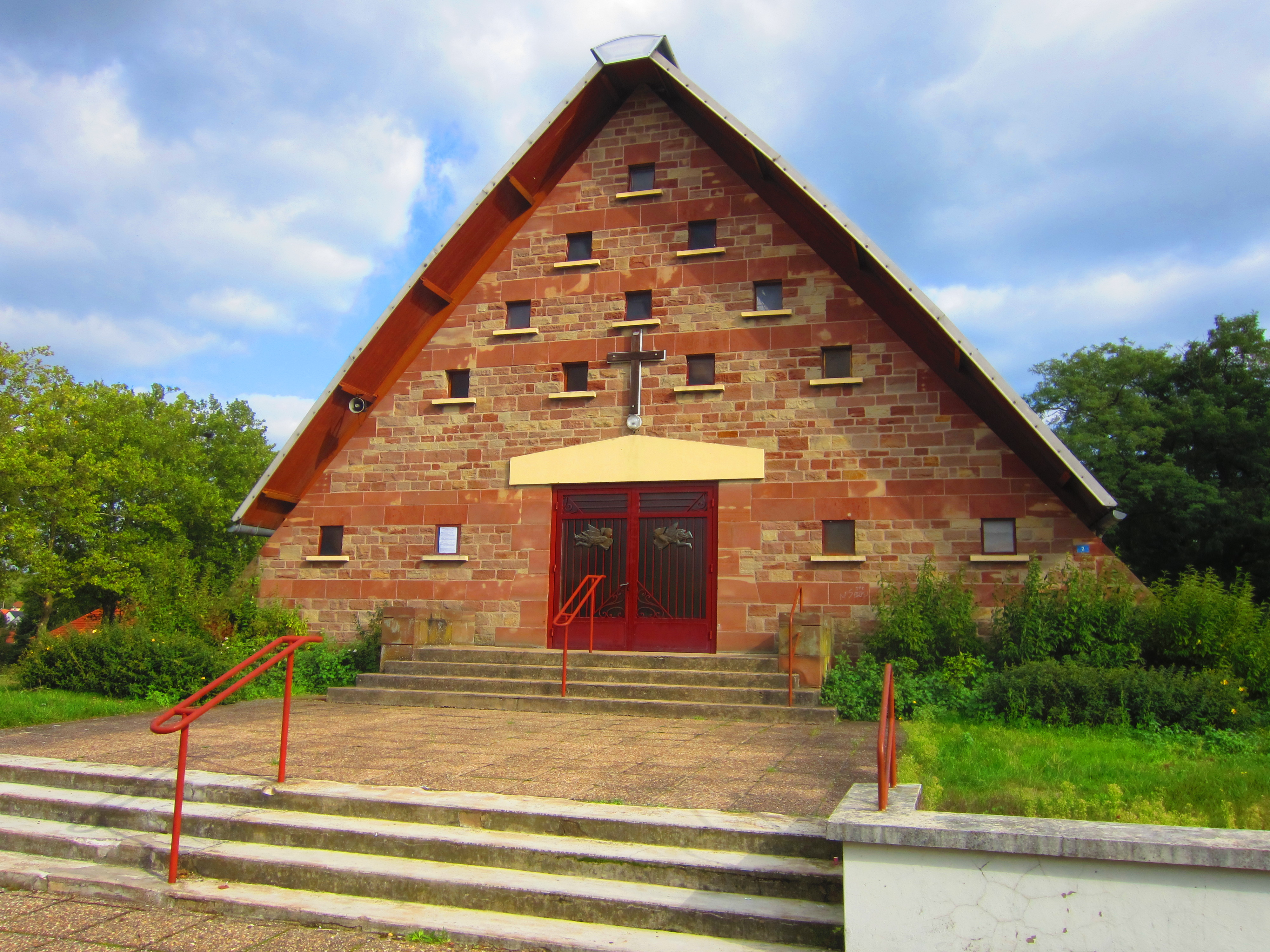
法蒂马圣母教堂
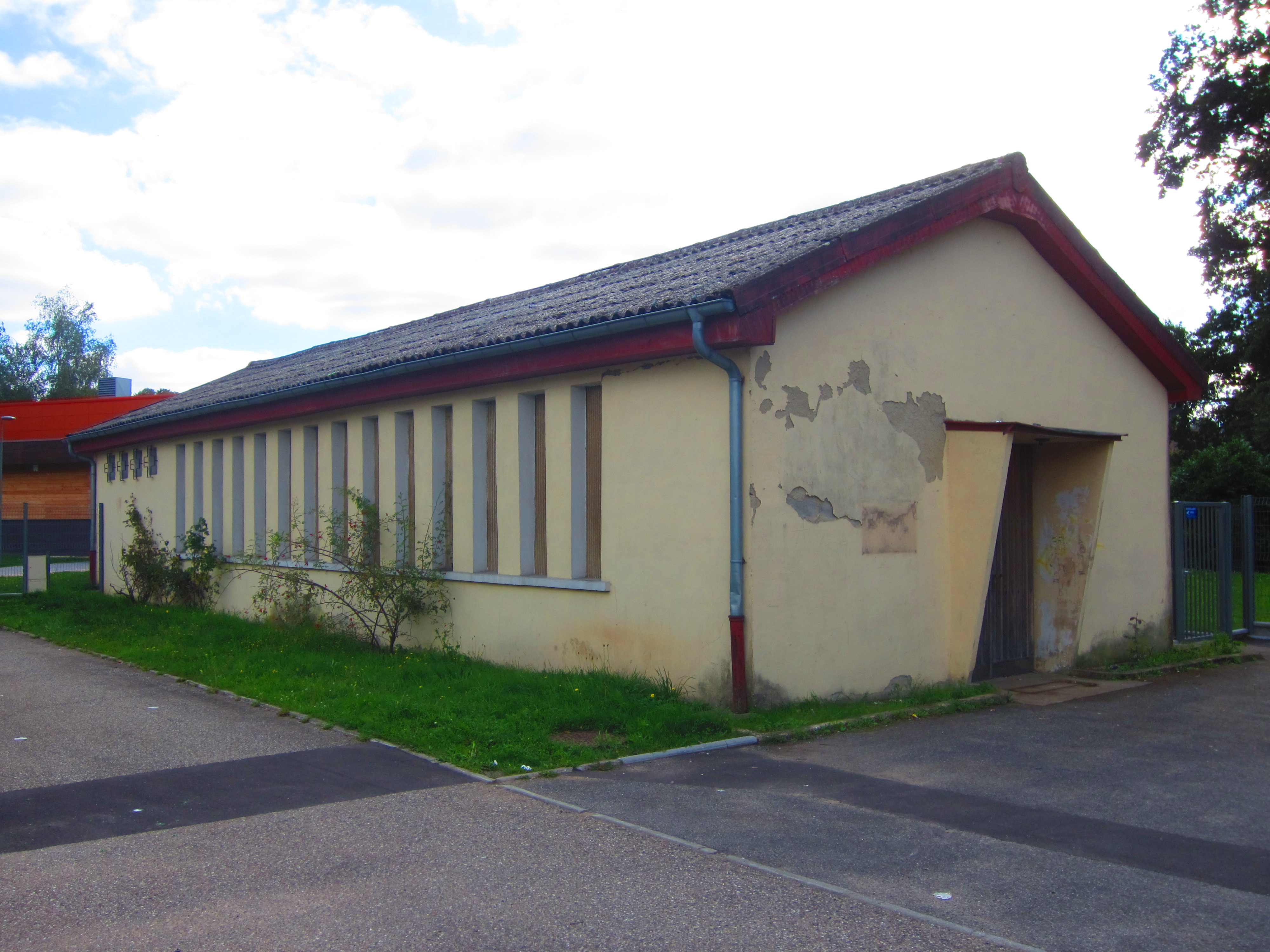
拉乌沃小教堂
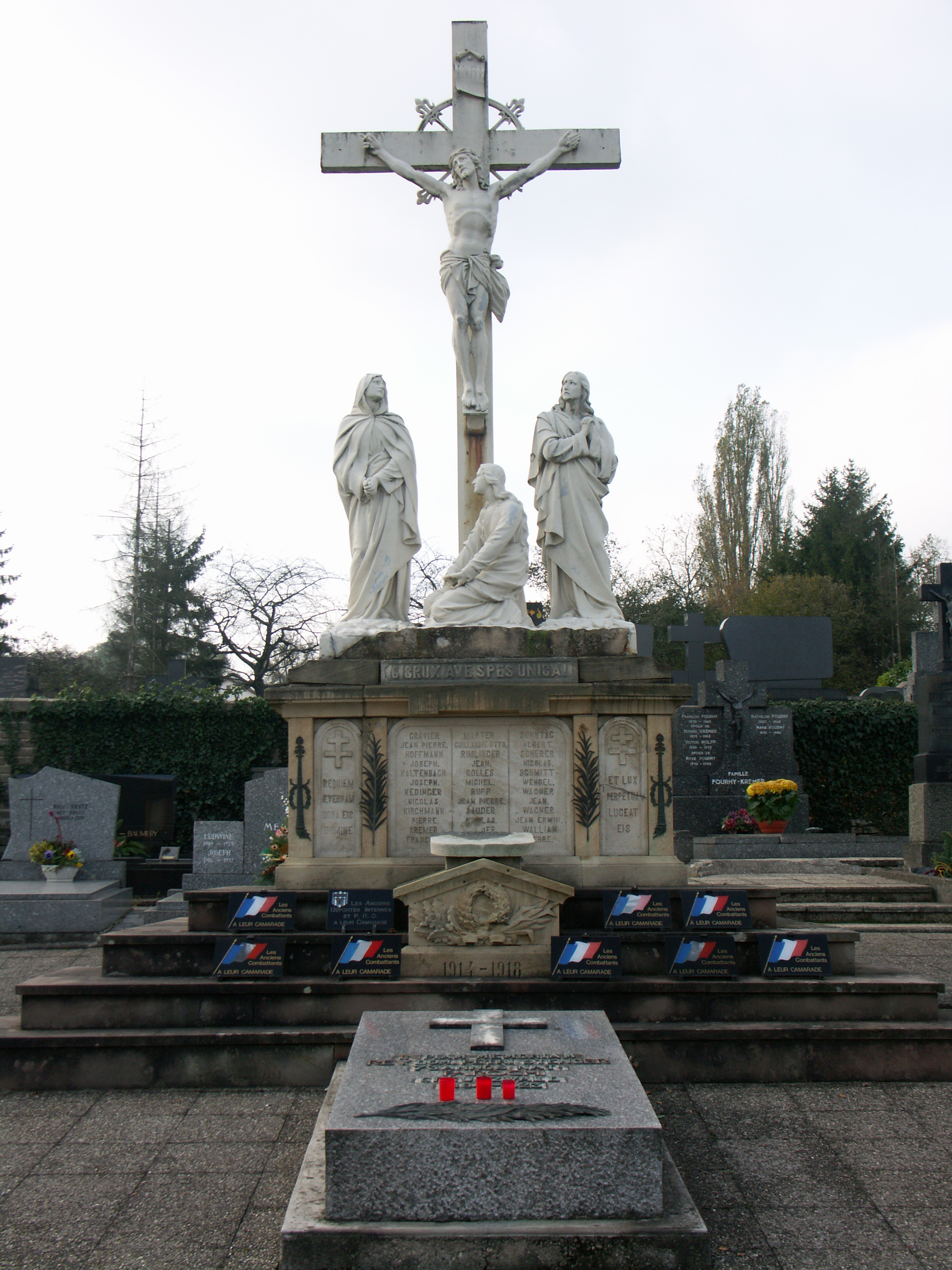
战争烈士纪念碑
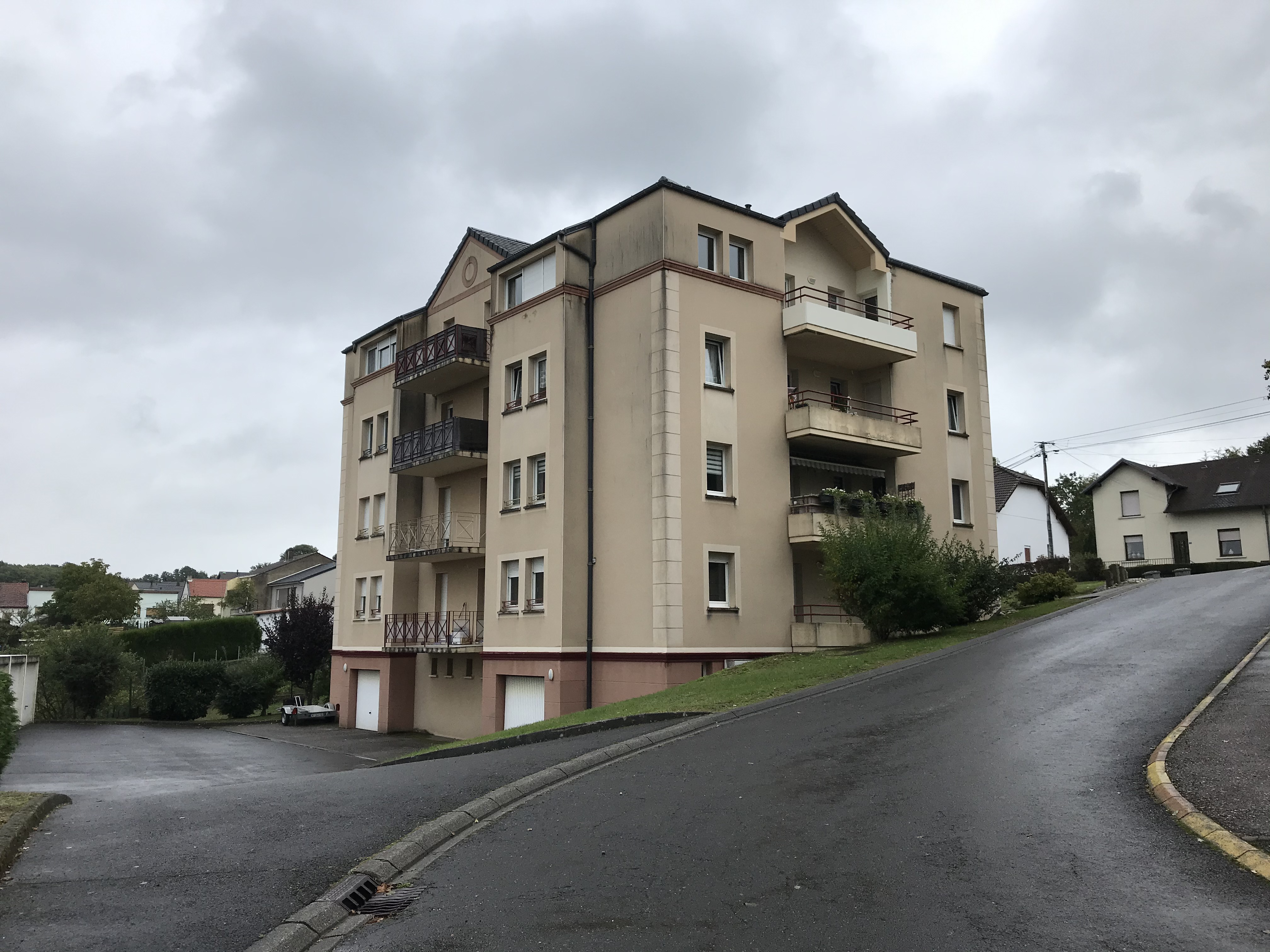
现代居民公寓楼

### 旅游
克勒茨瓦尔德的旅游事务由其所属的公共社区负责。2021年，克勒茨瓦尔德境内共有3家酒店共计104间房间。

### 媒体
法国主要的媒体均可在克勒茨瓦尔德接收，法国电视三台下属的大东部大区频道在部分时段播出克勒茨瓦尔德所属区域的地方新闻。

## 友好城市
截至2021年12月，克勒茨瓦尔德共与一座城市互为友好城市关系：
- 德国 迪林根